# Kalachakra

Kalachakra Mantra

Kalachakra (Sanskrit: Kālacakra Laghutantra, von Kāla ‚Zeit‘, und von Chakra ‚Rad‘; meist mit „Rad der Zeit“ übersetzt) ist ein spezielles Praxissystem aus der Gruppe der Anuttarayoga-Tantras („unübertreffliches Yogatantra“) des tibetischen Buddhismus. Der Name Kalachakra bezeichnet zugleich die tantrische Gottheit, als auch das der Praxis der Verehrung dieser Gottheit zugrundeliegende Wurzeltantra.

## Entstehung

Kalachakra-Gottheit in Vereinigung

Kalachakra wurde laut Taranatha von Buddha Shakyamuni im Alter von 80 Jahren um 490 v. Chr. an der Stupa von Dhānyakaṭaka in Südindien gelehrt. Das mit Kalachakra verbundene Praxissystem wurde aber in Indien erst im 10. Jahrhundert verbreitet und gelangte sehr wahrscheinlich im Jahr 1027, in dem der tibetische Kalachakra-Kalender beginnt, nach Tibet. Die Praxis auf das Kalachakra Gottheiten-Mandala gilt als eine der höheren tantrischen Meditationspraktiken, die eine schnelle Entwicklung des Praktizierenden bis zur Erleuchtung in einem Leben ermöglichen soll. Kalachakra ist ein sehr spät übertragenes höheres Tantra, das zum Anuttarayoga-Tantra der Neuen Übersetzungstraditionen gehört. Es steht aufgrund seiner späten Übertragung und aufgrund seiner detaillierteren Darstellung neben den sogenannten Acht großen Heruka-Gottheiten (Bluttrinkern), Hayagriva, Guhyasamaja, Hevajra, Vajrakilaya, Yamantaka, Chakrasamvara, Amrita und Mamo.
Der Text des Kalachakra-Tantra beschreibt neben umfassenden Praxisanleitungen insbesondere auch Darlegungen zu den feinstofflichen Energiebahnen des menschlichen Körpers und auch Phänomene in äußeren und inneren Zeitzyklen sowie Wege zu deren Harmonisierung. Das Kalachakra-Tantra enthält daher auch viele Elemente der indischen Astrologie und trug stark zur Ausarbeitung der heute bekannten tibetischen Astrologie bei. Die Übertragung des Kalachakra-Tantra ist mit einigen Unterschieden in allen großen Schulen des tibetischen Buddhismus zu finden. Hauptsächlich wird Kalachakra aber von der Kagyü-, Sakya- und Gelug-Schule gelehrt, deutlich seltener in der Nyingma-Tradition. Es gibt mit der Schule der Jonangpa auch eine tibetische Tradition, die sich einzig und alleine auf die Übertragung und Praxis des Kalachakra-Tantra spezialisiert hat. Als die ältesten bekannten Lehrer des Kalachakra-Tantra in Tibet werden Dolpopa Sherab Gyaltsen (1292–1361) und Buton Rinchendrup (1290–1364) angesehen.

## Shambala-Mythos
Nach einer Überlieferung übertrug Buddha Shakyamuni das Kalachakra-Tantra zunächst an König Suchandra von Shambala, da die Zeit noch nicht reif sei, das Kalachakra-Tantra unter den Menschen auf der Erde zu verbreiten.
Dieser übertrug es an seine Nebenherrscher und deren Untertanen, um das Reich Shambala zu einen. Das sagenumwobene Reich Shambala spielte folglich in der Verbreitung des Kalachakra-Tantra eine wichtige Rolle. Shambala soll ein Lebensbereich sein, der für spirituelle Entwicklung besonders günstig ist. Ob dieses sagenumwobene Reich auf der Erde zu finden ist, kann nicht mit letzter Gewissheit gesagt werden.
Der 14. Dalai Lama Tendzin Gyatsho sagt über Shambala:
Gleichgültig ob Shambhala ein Ort irgendwo auf diesem Planeten ist, oder nicht, so kann er dennoch nur von denen gesehen werden, deren Geist und karmische Tendenzen rein sind.
(Handbuch der tibetischen Astrologie)
Ziel der Kalachakra-Praxis ist allerdings nicht an erster Stelle dieses sagenumwobene Reich zu finden, obwohl einige Lamas – darunter Panchen Lobsang Pälden Yeshe – Wegweiser nach Shambala verfasst haben, sondern wie bei allen buddhistischen Praktiken, Erleuchtung zu erlangen.

## Prophetische Inhalte
Mit der Übertragung des Kalachakra-Tantra wurden auch prophetische Texte übertragen, deren Inhalt kriegerische Auseinandersetzungen darstellen. Demnach sollen Armeen, die der spirituellen Praxis feindlich gesinnt sind, zur Zeit des 25. Königs von Shambala über die zivilisierte Welt herfallen, um jede Möglichkeit für geistige Entwicklung zu zerstören.
Nach den Kalachakra-Texten wird die zivilisierte Welt aus dem Reich Shambala Beistand erhalten und die Angreifer werden zurückgeschlagen. Daraufhin soll ein neues Goldenes Zeitalter beginnen, das für die geistige Entwicklung besonders günstige Umstände bringt. Manche beziehen diese Vorhersagen auf einen wirklichen Konflikt, der in einigen hundert Jahren stattfinden soll. Andere gehen davon aus, dass diese Schilderungen keinen wirklichen äußeren Konflikt beschreiben, sich vielmehr symbolisch auf innere körperlich-geistige Prozesse des tantrischen Praktizierenden (Yogi) beziehen.

## Tantrische Sichtweise
Üblicherweise beziehen sich tantrische Texte nur auf den tantrisch Praktizierenden (Yogi) selbst, der mit Hilfe von Meditation und Ritual die eigenen Geistesgifte bekämpft. Diese Geistesgifte werden in vielen buddhistischen Texten auch als die „Feinde des Yogi“ bezeichnet. Äußere Feinde sind der inneren Sichtweise des höheren Tantra fremd, da die äußere Wirklichkeit nicht als etwas vom Wesen des Praktizierenden Getrenntes betrachtet wird. Auch wenn sich das Kalachakra-Tantra in den prophetischen und astrologischen Teilen von den anderen höheren Tantras unterscheidet, liegt der Praxis des Kalachakra die gleiche innere Sichtweise zugrunde. Ohne diesen Hintergrund werden tantrische Texte verschiedentlich falsch ausgelegt.

## Einweihung

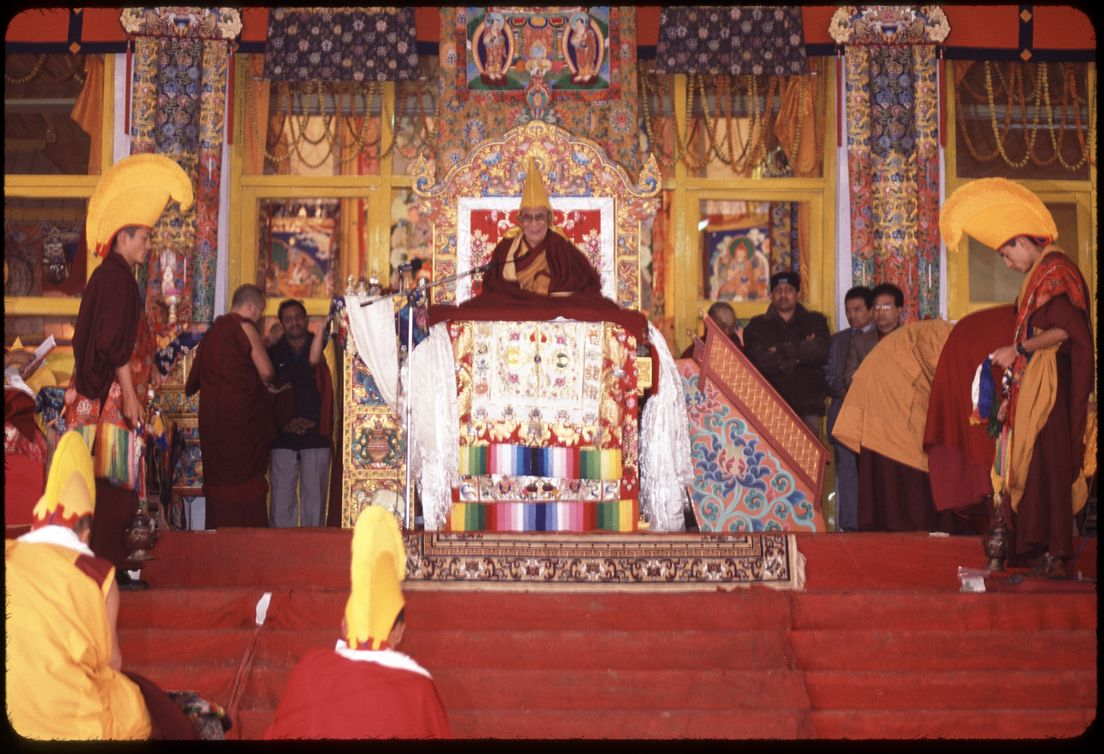
Der 14. Dalai Lama beim Kalachakra-Ritus, Januar 2003 in Bodhgaya

Einweihungen in das Kalachakra-Tantra wurden im Westen unter anderem vom 14. Dalai Lama, von Kalu Rinpoche, Lopön Tsechu Rinpoche, Sakya Trizin und Penor Rinpoche gegeben. Bei diesen Einweihungen finden üblicherweise auch Belehrungen zu Ritualen, Vorträge zu Ethik und buddhistischer Philosophie statt. Die Zeremonie soll einen besonderen Segen für den Ort der Veranstaltung und die Teilnehmenden darstellen. Die mit Kalachakra verbundene Praxis wird auch als Kalachakra für den Weltfrieden bezeichnet, da sie auch eine völkerverbindende Funktion erfüllen soll.
Im Jahr 2002 war Graz Stätte einer Kalachakra-Übertragung. Es gibt einen Dokumentarfilm von Werner Herzog: „Rad der Zeit“ (BRD 2003). Im Jahr 2006 gab es eine Kalachakra-Einweihung von Sakya Trizin in Deutschland am Niederrhein.